# Коюкук (город)
Коюкук (англ. Koyukuk, коюкон: Meneelghaadze’ T’oh) — село в зоне переписи населения Юкон-Коюкук, штат Аляска, США. По данным на 2010 год население города составляет 96 человек.

## История
Территория, где сегодня расположен город, является историческими землями проживания атабаскских племён, которые кочевали здесь в поиках дичи. На реке Юкон между устьями рек Коюкук и Новитна располагалось 12 сезонных стоянок для рыбного промысла.
После Покупки Аляски Соединёнными Штатами вдоль северного берега реки Юкон была проведена телеграфная линия, а Коюкук стал телеграфной станцией. По переписи населения народов Аляски 1880 года, проведённым американским исследователем Петровым численность населённого пункта составляла 150 человек.  В 1880-е годы Коюкук уже функционирует как торговый пункт, как раз перед золотой лихорадкой 1884-85 годов. Пароходы, идущие по Юкону, снабжали старателей необходимым продовольствием. В 1900 году в результате эпидемии кори и нехватки продовольствия население региона сократилось на треть.
Первая школа в Коюкуке была открыта в 1939 году. После строительства школы многие семьи стали жить здесь круглый год. Коюкук был инкорпорирован 25 сентября 1973 года.

## География
Город расположен на берегу реки Юкон, недалеко от места впадения в неё реки Коюкук, в 50 км к западу от города Галина и в 467 км от Фэрбанкса. Площадь города составляет 16,3 км², из которых 16,2 км² — суша и 0,1 км² (0,64 %) — открытые водные пространства.
К городу примыкают территории национальных резерватов дикой природы Коюкук и Инноко.
Самая низкая когда-либо зафиксированная температура: −53 °C; самая высокая: +33 °C.

## Население
По данным переписи 2000 года население города составляло 101 человек. Плотность населения — 6,2 чел/км². Расовый состав: коренные американцы — 91,09 %; белые — 8,91 %. Доля лиц в возрасте младше 18 лет — 34,7 %; лиц от 18 до 24 лет — 8,9 %; от 25 до 44 лет — 36,6 %; от 45 до 64 лет — 12,9 % и старше 65 лет — 6,9 %. Средний возраст населения — 30 лет. На каждые 100 женщин приходится 98,0 мужчин; на каждые 100 женщин в возрасте старше 18 лет — 144,4 мужчин.
Из 39 домашних хозяйств в 41,0 % — воспитывали детей в возрасте до 18 лет, 30,8 % представляли собой совместно проживающие супружеские пары, в 20,5 % семей женщины проживали без мужей, 35,9 % не имели семьи. 35,9 % от общего числа семей на момент переписи жили самостоятельно, при этом 5,1 % составили одинокие пожилые люди в возрасте 65 лет и старше. В среднем домашнее хозяйство ведут 2,59 человек, а средний размер семьи — 3,32 человек.
Средний доход на совместное хозяйство — $19 375; средний доход на семью — $31 250. Средний доход на душу населения — $11 341. Около 20,8 % семей и 35,1 % жителей живут за чертой бедности, включая 53,8 % лиц младше 18 лет и 33,3 % лиц старше 64 лет.
Динамика численности населения города по годам:
| 1920 | 1930 | 1940 | 1950 | 1960 | 1980 | 1990 | 2000 | 2010 |
| ---- | ---- | ---- | ---- | ---- | ---- | ---- | ---- | ---- |
| 124  | 143  | 106  | 79   | 128  | 98   | 126  | 101  | 96   |

## Транспорт
- Город обслуживается аэропортом Коюкук.